# Торопаця
Торопаця (рос. Торопаца) — село в Андреапольському районі Тверської області Російської Федерації.
Населення становить 165 осіб. Входить до складу муніципального утворення Андреапольський округ.

## Історія
Від 2006 до 2019 року входило до складу муніципального утворення Торопацьке сільське поселення.

## Населення
| 1997 | 2002 | 2010 |
| ---- | ---- | ---- |
| 306  | ↘213 | ↘165 |